# كار 816
كار 816 أو كاراكال سلطان أو ببساطة السلطان هو بندقية هجومية من إنتاج شركة كاراكال أنترناشيونال التي تتخذ أبو ظبي مقراً لها.تسمى البندقية بسلطان نسبة لسلطان محمد علي الكتبي الذي قتل في التدخل العسكري في اليمن.